# Campeonato FIBA Américas Junior de 1998
El Campeonato FIBA Américas Junior de 1998 fue la III edición del torneo de baloncesto organizado por FIBA Américas el torneo más importante a nivel de Americano para selecciones menores de 19 años. Se realizó en la provincia de Puerto Plata en (República Dominicana), del 5 de julio al 11 de julio de 1998 y otorgó cuatro plazas al mundial de baloncesto sub-18 1999

## Primera fase

### Grupo A
|   | Equipo         | Pts | J | G | P | PF  | PC  | Dif  |
| - | -------------- | --- | - | - | - | --- | --- | ---- |
| 1 | Estados Unidos | 6   | 3 | 3 | 0 | 333 | 181 | +152 |
| 2 | Argentina      | 5   | 3 | 2 | 1 | 227 | 208 | +19  |
| 3 | Canadá         | 4   | 3 | 1 | 2 | 244 | 294 | -50  |
| 4 | Cuba           | 3   | 3 | 0 | 3 | 220 | 341 | -121 |

| 5 de julio, 18:30     | Argentina             | 95 - 55               | Cuba         |  |
|                       |                       |                       |              |  |
| Parciales: -, -, -, - | Parciales: -, -, -, - | Parciales: -, -, -, - | Puerto Plata |  |

| 5 de julio, 21:00     | Estados Unidos        | 108 - 70              | Canadá       |  |
|                       |                       |                       |              |  |
| Parciales: -, -, -, - | Parciales: -, -, -, - | Parciales: -, -, -, - | Puerto Plata |  |

| 6 de julio, 17:00     | Argentina             | 81 - 59               | Canadá       |  |
|                       |                       |                       |              |  |
| Parciales: -, -, -, - | Parciales: -, -, -, - | Parciales: -, -, -, - | Puerto Plata |  |

| 6 de julio, 21:00     | Estados Unidos        | 131 - 60              | Cuba         |  |
|                       |                       |                       |              |  |
| Parciales: -, -, -, - | Parciales: -, -, -, - | Parciales: -, -, -, - | Puerto Plata |  |

| 7 de julio, 15:00     | Estados Unidos        | 94 - 51               | Argentina    |  |
|                       |                       |                       |              |  |
| Parciales: -, -, -, - | Parciales: -, -, -, - | Parciales: -, -, -, - | Puerto Plata |  |

| 7 de julio, 21:00     | Canadá                | 115 - 105             | Cuba         |  |
|                       |                       |                       |              |  |
| Parciales: -, -, -, - | Parciales: -, -, -, - | Parciales: -, -, -, - | Puerto Plata |  |

### Grupo B
|   | Equipo               | Pts | J | G | P | PF  | PC  | Dif |
| - | -------------------- | --- | - | - | - | --- | --- | --- |
| 1 | Venezuela            | 6   | 3 | 3 | 0 | 262 | 220 | +42 |
| 2 | Brasil               | 5   | 3 | 2 | 1 | 246 | 203 | +43 |
| 3 | República Dominicana | 4   | 3 | 1 | 2 | 248 | 236 | +12 |
| 4 | México               | 3   | 3 | 0 | 3 | 180 | 277 | -97 |

| 5 de julio, 18:30     | Venezuela             | 78 - 73               | Brasil       |  |
|                       |                       |                       |              |  |
| Parciales: -, -, -, - | Parciales: -, -, -, - | Parciales: -, -, -, - | Puerto Plata |  |

| 5 de julio, 21:00     | República Dominicana  | 95 - 61               | México       |  |
|                       |                       |                       |              |  |
| Parciales: -, -, -, - | Parciales: -, -, -, - | Parciales: -, -, -, - | Puerto Plata |  |

| 6 de julio, 17:00     | Brasil                | 94 - 61               | México       |  |
|                       |                       |                       |              |  |
| Parciales: -, -, -, - | Parciales: -, -, -, - | Parciales: -, -, -, - | Puerto Plata |  |

| 6 de julio, 21:00     | Venezuela             | 96 - 89               | República Dominicana |  |
|                       |                       |                       |                      |  |
| Parciales: -, -, -, - | Parciales: -, -, -, - | Parciales: -, -, -, - | Puerto Plata         |  |

| 7 de julio, 15:00     | Venezuela             | 88 - 58               | México       |  |
|                       |                       |                       |              |  |
| Parciales: -, -, -, - | Parciales: -, -, -, - | Parciales: -, -, -, - | Puerto Plata |  |

| 7 de julio, 21:00     | Brasil                | 79 - 64               | República Dominicana |  |
|                       |                       |                       |                      |  |
| Parciales: -, -, -, - | Parciales: -, -, -, - | Parciales: -, -, -, - | Puerto Plata         |  |

### 5 al 8 lugar
| 8 de julio, 15:00     | Cuba                  | 97 - 79               | México       |  |
|                       |                       |                       |              |  |
| Parciales: -, -, -, - | Parciales: -, -, -, - | Parciales: -, -, -, - | Puerto Plata |  |

| 8 de julio, 17:00     | República Dominicana  | 107 - 99              | Canadá       |  |
|                       |                       |                       |              |  |
| Parciales: -, -, -, - | Parciales: -, -, -, - | Parciales: -, -, -, - | Puerto Plata |  |

## Fase final

### Semifinal
| 9 de julio, 15:00     | Argentina             | 75 - 65               | Venezuela    |  |
|                       |                       |                       |              |  |
| Parciales: -, -, -, - | Parciales: -, -, -, - | Parciales: -, -, -, - | Puerto Plata |  |

| 9 de julio, 15:00     | Estados Unidos        | 95 - 73               | Brasil       |  |
|                       |                       |                       |              |  |
| Parciales: -, -, -, - | Parciales: -, -, -, - | Parciales: -, -, -, - | Puerto Plata |  |

### Partido por el 3 lugar
| 11 de julio, 13:00    | Brasil                | 74 - 70               | Venezuela    |  |
|                       |                       |                       |              |  |
| Parciales: -, -, -, - | Parciales: -, -, -, - | Parciales: -, -, -, - | Puerto Plata |  |

### Final
| 11 de julio, 13:00    | Estados Unidos        | 91 - 66               | Argentina    |  |
|                       |                       |                       |              |  |
| Parciales: -, -, -, - | Parciales: -, -, -, - | Parciales: -, -, -, - | Puerto Plata |  |

| Estados Unidos         |
| Campeón Estados Unidos |
| Tercer Título          |

## Clasificación
| Posición | Equipo               |
| -------- | -------------------- |
| 1        | Estados Unidos       |
| 2        | Argentina            |
| 3        | Brasil               |
| 4        | Venezuela            |
| 5        | República Dominicana |
| 6        | Canadá               |
| 7        | Cuba                 |
| 8        | México               |

## Clasificados al Campeonato Mundial Sub-19 1999
| Bandera de Estados Unidos | Bandera de Argentina | Bandera de Brasil | Bandera de Venezuela |
| Estados Unidos            | Argentina            | Brasil            | Venezuela            |
| ------------------------- | -------------------- | ----------------- | -------------------- |